# Rasialism
Rasialism är tron på existensen och betydelse av rasliga kategorier inom mänskligheten. Skillnaderna mellan raser ses som sociala, kulturella och biologiska, som utifrån dessa ärftliga särdrag kan indelas i distinkta rasgrupper, utan att nödvändigtvis innebära en absolut hierarkisk ordning mellan raserna. Rasialister brukar vanligtvis avfärda påståenden om raslig överhöghet. Somliga, främst i Storbritannien, drar ett likhetstecken mellan rasisalism och rasism, men enligt historikern George M. Fredricksson är det en skillnad på rasism och rasialism och anför att "[r]asialister blir inte rasister förrän de låter sådana åsikter ligga till grund för att dels kräva speciella rättigheter för medlemmar av det som de betraktar som sin egen ras, dels nedvärdera och skada dem som anses vara de rasmässigt andra". Tänkandet har dock historiskt, direkt eller indirekt, inneburit en syn på somliga raser som moraliskt överlägsna eller underlägsna andra. Enligt Oxford English Dictionary innebär rasialism "tron på en specifik ras' överhöghet".
Rasialister hänvisar ofta till forskning såsom Race, Evolution and Behaviour av J. Philippe Rushton, IQ and the Wealth of Nations av Richard Lynn, och The Bell Curve av Richard J. Herrnstein och Charles Murray. Flera av nämna personer har direkta band till den rasbiologiska forskningsstiftelsen Pioneer Fund.[källa behövs]
De som motsätter sig rasialism menar att det är frågan om vetenskaplig rasism.[källa behövs]